# Djonaba
Djonaba est une commune rurale du sud-ouest de la Mauritanie, située dans le département de Magta-Lahjar de la région de Brakna.